# Кора (притока Міню)
Ко́ра (порт. Coura, МФА: [ˈko.ɾɐ]) — річка в Португалії, притока річки Міню. Довжина — 50 км. Площа басейну — 265 км². Бере початок на горі Буальоза (889 м) в містечку Паредеш-де-Кора, округ Віана-ду-Каштелу. Впадає до річки Міню на території містечка Каміня.